# Паралати
Паралати, царські скіфи (грец. Παραλάται (βασιλήια Σκύθαι)) — назва скіфської етногрупи, яка відома нам виключно з «Історії» Геродота.
За Геродотом (Іст., IV, 6) паралати були нащадками легендарного молодшого сина першолюдини Таргітая Колаксая, та були складовою етносу скіфів-сколотів, і, судячи з опису, паралати і скіфи-царські — це одна група скіфів (хоча сам Геродот про це не пише). Ані в повідомленнях Плінія, ані у Діодора Сицилійського (інформація яких щодо скіфів, найімовірніше, мала боспорське походження) паралатів не згадано.
За Геродотом, скіфи-царські мали наступні кочові володіння:
| «За Герром простягається країна, що називається царською … на півдні сягають (сягяє) аж до Тавріки, а на схід — до рову, що як я сказав, прокопали народжені від сліпих, і до гавані на Маєтідському озері, що називається Кремни. Деякі інші частини їхньої землі доходять до ріки Танаіда…» (Гер., IV, 20)[3] |
Варто звернути увагу на наступне:
| «пов'язування представників будь-якого соціального прошарку до певної території проживання можливе лише в тих випадках, коли соціальний та етнічний розподіл деякою мірою збігається, тобто коли, наприклад, будь-яке підкорене плем'я отримує у структурі суспільства статус нижчої соціальної категорії; приклади такої ситуації в давнину відомі… є певні підстави припускати наявність її і у Скіфії.»[4] |
Етимологія назви:
- грец. Παραλάται < скіф. *paralatā- < авест. *paradāta- — укр. призначений (за законом) очолювати (почесний титул володарів в Авесті).[5]

Окремої уваги заслуговують дослідження філологами характерних особливостей скіфської мови, які дають підстави для наступного припущення:
| «Наразі можна говорити про наявність у скіфській [мові] цілої низки інновацій, що дають змогу відрізнити її від інших західно- та східноіранських мов (за виключенням хіба що бактрійської), та постулювати існування вже в давнину південносхідноіранської мовної підгрупи.»[6] |
Враховуючи наведене, можливо припустити наступне.

Паралати (скіфи-царські) — назва соціального прошарку та військово-політичної верхівки скіфо-сколотського об'єднання, βασιλειον γένος скіфо-сколотської орди, рід/плем'я сакралізованих царів-жерців з «…космологічними функціями, подібними до функцій інших сакральних представників „центру світу“ (світове дерево, світова гора, божество, трон тощо)» який, ймовірно, сформувався на основі однієї з етнічних складових скіфського загалу ще до сер. VII ст. до н. е. (беручи до уваги згадку Колаксая у Алкмана (грец. «ίππος… Κολαξαίος»)).

## Антропонім paralata-/ paradāta- в епіграфіці
*Paradāta- — антропонім, відомий з арамейських надписів Персеполя.